# Luetkenotyphlus brasiliensis
Genre
Espèce
Synonymes
- Siphonops brasiliensis Lütken, 1851
- Siphonops confusionis Taylor, 1968

Statut de conservation UICN

 DD  : Données insuffisantes
Luetkenotyphlus brasiliensis, unique représentant du genre Luetkenotyphlus, est une espèce de gymnophiones de la famille des Siphonopidae.

## Répartition
Cette espèce se rencontre du niveau de la mer jusqu'à 500 m d'altitude :
- au Brésil dans les États de São Paulo, du Paraná, de Santa Catarina et du État de Rio Grande do Sul ;
- en Argentine dans la province de Misiones.

Sa présence est incertaine au Paraguay.

## Étymologie
Le genre est nommé en l'honneur de Christian Frederik Lütken. Le nom d'espèce, composé de brasil et du suffixe latin -ensis, « qui vit dans, qui habite », lui a été donné en référence au lieu de sa découverte.

## Publications originales
- Lütken, 1851 : Siphops brasiliensis, an ny Art af Ormpaddernes (Caeciliernes) Familie. Videnskabelige meddelelser fra den Naturhistoriske forening i Kjöbenhavn, vol. 1851, p. 52-54 (texte intégral).
- Taylor, 1968 : The Caecilians of the World: A Taxonomic Review. Lawrence, University of Kansas Press.